# Melanitis kalinga
Melanitis kalinga är en fjärilsart som beskrevs av Moore 1893-1896. Melanitis kalinga ingår i släktet Melanitis och familjen praktfjärilar. Inga underarter finns listade i Catalogue of Life.